# Reischl Antal
Reischl Antal (Budapest, 1916. december 30. – Budapest, 1978. április 15.) Ybl Miklós-díjas (1970) magyar építészmérnök, egyetemi tanár, a műszaki tudományok kandidátusa (1961).

## Élete
Szörényi-Reischl Gusztáv (1881–1956) építészmérnök, az Országos Takarékpénztár csoportvezetője és Schwab Emília Erzsébet (1892–1967) fiaként született.
Középiskolai tanulmányait 1926 és 1934 között a Budapesti II. kerületi Magyar Királyi Állami Toldy Ferenc Reáliskolában végezte. 1939-ben építészmérnöki oklevelet szerzett a budapesti József Nádor Műszaki és Gazdaságtudományi Egyetemen. Szerződéses mérnökként kezdte pályáját a fővárosban. 1939-től több ízben teljesített katonai szolgálatot; szovjet hadifogságba esett, de ott is építészmérnökként dolgozott. 1947-ben hazatérése után az első állami tervező intézetnél volt tervezőmérnök. 1948–1949-ben a József Nádor Műszaki és Gazdaságtudományi Egyetem Építészmérnöki Kar Tervezési Tanszék tanársegéde, 1949-ben intézeti tanára volt. 1949–1951 között részt vett az Állami Műszaki Főiskola építész-tagozatának megszervezésében; a tagozat vezetőjeként előadásokat tartott a főiskolán. 1951–1952-ben az Oktatási Minisztérium Felsőoktatási Főosztálya Oktatási Osztályának vezetője volt. 1951–1962 között az ÉKME, illetve a Budapesti Műszaki és Gazdaságtudományi Egyetem Építészmérnöki Kar Lakóépülettervezési Tanszéke tanszékvezető egyetemi docense, 1962–1978 között tanszékvezető egyetemi tanára volt. 1952–1954 között az Építészmérnöki Kar dékánhelyettese volt. 1954–1957 között az Budapesti Műszaki és Gazdaságtudományi Egyetem rektorhelyettese volt. 1960-tól a Hazafias Népfront Országos Tanácsának tagja, majd budapesti bizottságának alelnöke. 1960-tól a Fővárosi Tanács városfejlesztési állandó bizottságának elnöke volt. 1964–1968 között a Magyar Építőművészek Szövetsége elnöke, 1968–1972 között elnökségi tagja volt. 1966–1967-ben, valamint 1973–1974-ben a Bécsi Műszaki Egyetem vendégprofesszora volt. 1971-től a Fővárosi Tanács Végrehajtó Bizottságának tagja volt.

### Munkássága
Számos lakó- és középületet tervezett és épített. Tudományos kutatómunkájában foglalkozott tervezési alapkérdésekkel és lakóépület-tervezéssel is; az építési terek, formák, anyagok, megvalósítások pszichológiájával, az építészet-építés igényszintjének változásaival, a szín szerepével az építészetben, valamint a lakóépület-típusok rendszeres modernizálásának elméleti előkészítésével, az építészeti módszerek kidolgozásával a lakótelepek egyhangúságának megszüntetésére, a tömörebb, gazdaságosabb családiház-rendszerek kialakításával, a falusi lakóházak korszerűsítésével.
Sírja a Farkasréti temetőben található (28-1-187/188).

## Épületei
- a Budapest, Hunyadi János úti MÁV Vasútépítő Vállalat székháza
- az Istenhegyi úti óvoda
- a Feneketlen-tó melletti Park Étterem
- az Állami Gyermeklélektani Intézet a Sashegyen
- a Kútvölgyi úti Mozgássérültek Nevelőképző és Nevelőintézete

## Művei
- Contemporary Principles of Hospital Building (Hungarian Foreign Trade, News, 1954. 15. sz.)
- Mérnöki kézikönyv (5. k. szerk., I–II–III. fejezet szerzője, Budapest, 1960)
- Tanulmányok időszakos üdülők típusterveinek elkészítésére. I. Motelek (Budapest, 1963)
- A lakás- és kommunális építés 20 éves műszaki fejlesztési irányai (Budapest, 1965)
- A lakásépítés legújabb fejlődési irányai (Budapest, 1971)
- A panelos építés továbbfejlesztése a budapesti tapasztalatok alapján (Budapest, 1972)
- Lakóépületek tervezése (egyetemi tankönyv, Budapest, 1973)
- Lakóépületek tervezése (Budapest, 1973)
- A házgyári építés továbbfejlesztése (Budapest, 1974)

## Díjai, elismerései
- Ybl Miklós-díj (1970)
- Pro Urbe aranyérem (1972)